# ساکاراها
ساکاراها (به لاتین: Sakaraha) یک منطقهٔ مسکونی در ماداگاسکار است که در ساکارا واقع شده‌است. ساکاراها ۳۱٬۱۸۳ نفر جمعیت دارد.